# Выборы в Тульскую областную думу (2014)
Выборы в Тульскую областную думу шестого созыва состоятся в Тульской области 14 сентября 2014 года в единый день голосования.
Выборы состоятся по смешанной избирательной системе: из 38 депутатов 19 будут избраны по партийным спискам (пропорциональная система), а ещё 19 — по одномандатным округам (мажоритарная система). Для попадания в думу по пропорциональной системе партиям необходимо преодолеть 5 % барьер. Срок полномочий думы — 5 лет.

## Подготовка
Предыдущие выборы 5 созыва состоялись 11 октября 2009 года, соответственно выборы 6 созыва должны были пройти в октябре 2014 года.
10 марта 2011 года президент РФ Дмитрий Медведев подписал поправки в закон «Об основных гарантиях избирательных прав», согласно которым регионы получили возможность совмещать региональные выборы с выборами в Государственную думу РФ. Депутаты региональных парламентов могут продлевать или сокращать свои полномочия на срок не более шести месяцев (раньше выборы можно было перенести только в рамках одного календарного года). А в июне 2012 года был принят закон, установивший единый день голосования лишь раз в году во второе воскресенье сентября.. Таким образом срок полномочий депутатов думы 5 созыва был сокращён на месяц, до дня первого заседания Тульской областной думы 6 созыва.
В феврале 2013 года фракция «Единой России» внесла на рассмотрение областной думы законопроекты изменяющие Устав области, закон о выборах депутатов, а также сокращающие количество депутатов на 10 человек — с 48 до 38. В марте 2013 года губернатор Владимир Груздев подписал закон об изменениях Устава. Кроме того согласно поправкам вид избирательной системы, применяемой на выборах депутатов Тульской областной Думы устанавливается специальным законом Тульской области.
В апреле 2013 года думой был принят закон «О регулировании отдельных правоотношений, связанных с выборами депутатов Тульской областной Думы». Он установил порядок подготовки и проведения выборов депутатов регионального парламента с применением смешанной пропорционально-мажоритарной избирательной системы.
5 декабря 2013 года депутаты Тульской областной думы утвердили схему одномандатных избирательных округов — область разделили на 19 округов.
В феврале 2014 года был увеличен предельный размер расходования средств избирательного фонда политической партии с 30 до 90 миллионов рублей и избирательного фонда кандидата, выдвинутого по одномандатному избирательному округу, с 1 до 3 миллионов рублей.
4 марта 2014 года губернатор Владимир Груздев внёс на рассмотрение в Тульскую областную думу проект закона, снижающий с 7 % до 5 % минимальный процент голосов избирателей, который необходимо набрать списку кандидатов на выборах в Тульскую областную Думу, чтобы участвовать в распределении мандатов. 27 марта депутаты поддержали законопроект, после чего губернатор Груздев подписал закон.

## Выдвижение
По единому избирательному округу списки кандидатов представили 8 политических партий:
| № | Партия                | Кандидатов | Общая часть списка                                   | Статус списка   |
| - | --------------------- | ---------- | ---------------------------------------------------- | --------------- |
| 1 | Единая Россия         | 107        | В. С. Груздев • Е. А. Толстая • Н. А. Макаровец      | зарегистрирован |
| 2 | КПРФ                  | 97         | Ю. Ф. Моисеев • А. А. Лебедев • И. М. Матыженкова    | зарегистрирован |
| 3 | Справедливая Россия   | 60         |                                                      |                 |
| 4 | Яблоко—Зелёная Россия | 51         | В. Ю. Дорохов • А. И. Пленсак • Е. В. Коновалова     | зарегистрирован |
| 5 | ЛДПР                  | 92         | В. В. Жириновский • А. А. Балберов • М. В. Выставкин | зарегистрирован |
| 6 | Коммунисты России     | 92         |                                                      |                 |
| 7 | Родина                | 78         | В. А. Трифонов • Д. С. Шатров • В. А. Морозов        | зарегистрирован |
| 8 | Партия пенсионеров    | 85         | И. Л. Зотов                                          | зарегистрирован |

По партийным спискам было выдвинуто 679 человек, по 19 одномандатным округам — 103. Суммарно на 38 мандатов выдвинулись 782 человека.

## Результаты

### По общерегиональному округу
- Тульское региональное отделение Партии «ЕДИНАЯ РОССИЯ» 328897 65,98 % − 15 мест
- ТОО ПП КПРФ 58890 11,81 % − 2 места
- Тульское региональное отделение ЛДПР 43205 8,67 % — 2 места
- «ПАРТИЯ ПЕНСИОНЕРОВ» в Тульской области 20001 4,01 %
- Региональное отделение партии СПРАВЕДЛИВАЯ РОССИЯ Тульской области 18141 3,64 %
- Региональное отделение ПАРТИИ «РОДИНА» в Тульской области 11987 2,40 %
- «ЯБЛОКО» — ЗЕЛЕНАЯ РОССИЯ" в Тульской области 6400 1,28 %

### По одномандатным округам
ЕР-18 округов, Родина −1 округ

Явка избирателей составила 40,64 %.